# Robert Charles Morlino
Robert Charles Morlino (Scranton, 31 dicembre 1946 – Madison, 24 novembre 2018) è stato un vescovo cattolico statunitense.

## Biografia
Robert Charles Morlino nacque a Scranton, in Pennsylvania, il 31 dicembre 1946 da Charles A. (1915-1963) e Albertina K. Morlino (1911-1980). In parte aveva origini polacche. Suo padre morì quando frequentava le superiori e fu allevato principalmente da sua madre e sua nonna.

### Formazione e ministero sacerdotale
Crebbe nella contea di Lackawanna e si diplomò alla Scranton Preparatory High School, un istituto gestito dai gesuiti.
Entrò quindi nel seminario per la provincia del Maryland della Compagnia di Gesù. Conseguì il baccellierato in filosofia presso la Fordham University di New York nel 1969, il master in filosofia presso l'Università di Notre Dame nel 1970 e il master in teologia presso la Weston School of Theology di Cambridge, in Massachusetts.
Il 1º giugno 1974 fu ordinato presbitero. Dal 1975 al 1978 frequentò il corso di laurea in filosofia presso l'Università di Notre Dame. Fu direttore delle attività giovanili nella parrocchia di San Bartolomeo a Needham dal 1972 al 1974; cappellano aggiunto presso il Massachusetts Correctional Institution di Concord dal 1973 al 1975; direttore del programma per il seminario diocesano e professore aggiunto di filosofia presso l'Università di Notre Dame dal 1976 al 1978; direttore degli studi pre-ministero del Loyola College di Baltimora e nel contempo parroco della parrocchia rutena della Madre di Dio dal 1978 al 1981 e vicario episcopale per lo sviluppo spirituale nella diocesi di Kalamazoo dal 1981 al 1983.
Il 26 ottobre 1983 si incardinò nella diocesi di Kalamazoo. Fu moderatore della curia diocesana dal 1983 al 1999; professore di teologia morale presso il seminario maggiore "Sacro Cuore" di Detroit dal 1990 al 1999 e parroco della cattedrale di Sant'Agostino a Kalamazoo dal 1991 al 1999. Fu anche assistente esecutivo e consulente teologico del vescovo, promotore di giustizia nel tribunale diocesano, istruttore per l'educazione permanente di sacerdoti, religiosi e laici, direttore dei programmi di rinnovamento parrocchiale e amministratore parrocchiale di diverse parrocchie. Nel 1990 conseguì il dottorato in teologia morale con specializzazione in bioetica presso la Pontificia Università Gregoriana a Roma. Avrebbe dovuto iniziare un incarico a tempo pieno come professore di teologia al seminario maggiore "Sacro Cuore" di Detroit, ma venne chiamato all'episcopato.

### Ministero episcopale
Il 6 luglio 1999 papa Giovanni Paolo II lo nominò vescovo di Helena. Ricevette l'ordinazione episcopale il 21 settembre successivo nella cattedrale di Sant'Elena a Helena dall'arcivescovo Gabriel Montalvo Higuera, nunzio apostolico negli Stati Uniti d'America, co-consacranti l'arcivescovo metropolita di Portland in Oregon John George Vlazny e il vescovo emerito di Kalamazoo Paul Vincent Donovan. Durante la stessa celebrazione prese possesso della diocesi.
Il 23 maggio 2003 lo stesso papa Giovanni Paolo II lo nominò vescovo di Madison. Prese possesso della diocesi il 1º agosto successivo.
Come vescovo si pose tre priorità: aumentare il numero e la qualità degli uomini ordinati al sacerdozio diocesano, instillare un maggiore senso di riverenza in tutta la diocesi, specialmente attraverso il culto divino, celebrato nel sacrificio della messa, e sfidare le istituzioni cattoliche nella diocesi a vivere la loro fede professa attraverso il loro ministero nella comunità secolare. Riuscì a realizzare ciò che si proponeva, promuovendo un maggiore numero di vocazioni sacerdotali (ordinò 40 presbiteri e alla sua morte 24 giovani erano in formazione), portando un maggiore senso di venerazione in tutta la diocesi e facendo importanti passi avanti per incoraggiare le istituzioni cattoliche a lui affidate a vivere la loro missione con maggiore fedeltà.
Nel 2004 espresse pubblicamente le critiche sull'apparente mancanza di una bussola morale della città di Madison, dicendo che rimaneva al di sotto di un "minimo morale" religioso e che la città non aveva "praticamente nessuna moralità pubblica". Citò specificamente la popolarità della compagnia teatrale della comunità StageQ della città, una compagnia teatrale gay e lesbica, come prova di questo punto di vista.
Nel marzo del 2005 un incendio appiccato da un uomo affetto da problemi mentali danneggiò gravemente la cattedrale di San Raffaele. Nel giugno del 2007 il vescovo Morlino annunciò che la cattedrale sarebbe stata ricostruita nel suo sito attuale, riutilizzando il campanile e altri oggetti dell'edificio precedente. Nonostante questo il progetto non è stato ancora elaborato.
Morlino sostenne l'applicazione del motu proprio Summorum Pontificum nella sua diocesi e celebrò la Messa tridentina in diverse parrocchie. Ordinò che il tabernacolo in tutte le chiese della diocesi dovesse essere spostato in un posto centrale di rilievo. Morlino incoraggiò i fedeli a ricevere l'Eucaristia in bocca e in ginocchio e incoraggiò i pastori ad arruolare esclusivamente chierichetti maschi. Per sostenere gli studi dei seminaristi raccolse 44 milioni di dollari per il fondo di dotazione "Sacerdoti per il nostro futuro". Il numero di seminaristi aumentò da 6 fino a un massimo di 30 giovani durante il suo episcopato, uno dei maggiori miglioramenti negli Stati Uniti. I cattolici nella sua diocesi avevano su di lui opinioni divergenti.
Nel maggio del 2009, monsignor Morlino annunciò che il Centro multiculturale cattolico, un edificio che alimentava, educava e sosteneva molti sul lato sud di Madison, avrebbe chiuso in due giorni come parte di diffusi tagli di bilancio. Una settimana dopo venne annunciato il passaggio della struttura all'amministrazione parrocchiale locale e una raccolta di fondi per evitarne la chiusura.
Il vescovo Morlino è stato presidente del consiglio di amministrazione del National Catholic Bioethics Center (NCBC), che svolge attività di ricerca, consultazione, pubblicazione e istruzione per promuovere la dignità umana nella sanità e nelle scienze della vita. Ricoprì anche la carica di presidente del Consiglio dei visitatori dell'Istituto dell'emisfero occidentale per la cooperazione alla sicurezza (WHINSEC). Questo consiglio era un comitato consultivo federale creato dal Congresso degli Stati Uniti d'America per mantenere una revisione, un'osservazione e una raccomandazione indipendenti riguardanti le operazioni dell'istituto. Nel 2006, l'Alleanza nazionale per il matrimonio si è unita al Congresso sull'uguaglianza razziale per consegnare a monsignor Morlino il suo premio alla carriera per la sua promozione dei diritti fondamentali della libertà di parola e della libertà di religione.
Nel 2008, per il suo lavoro in difesa della dignità della persona umana, monsignor Morlino ha ricevuto il premio Cardinale von Galen da parte di Human Life International. La benemerenza è intitolata al famoso vescovo tedesco che operò attivamente contro i nazisti. Nello stesso anno ricevette anche la medaglia d'onore di St. Edmund, assegnata ai cattolici che hanno usato i loro talenti donati da Dio per promuovere il bene comune.
Nel 2009, per il suo servizio negli Stati Uniti d'America e per la sua promozione dell'educazione ai diritti umani, fu decorato dal Dipartimento dell'Esercito.
Nel marzo del 2012 compì la visita ad limina.
Nel 2015 ricevette il Relevant Radio Christ Brings Hope Award e all'inizio di quell'anno ricevette anche il medaglione Saint Thomas Aquinas dal Thomas Aquinas College in California.
In seno alla Conferenza dei vescovi cattolici degli Stati Uniti fu presidente del comitato per il diaconato e del comitato ad hoc sulle questioni sanitarie e membro del comitato amministrativo. Quest'ultimo cerca di incoraggiare l'identità cattolica degli istituti di istruzione superiore.
Il 21 novembre 2018 fu colpito da un infarto mentre effettuava test medici programmati. Fu ricoverato presso il St. Mary's Hospital di Madison. Morì alle 21:15 del 24 novembre all'età di 71 anni. Le esequie si tennero il 4 dicembre alle ore 11 nella chiesa di Santa Maria Goretti a Madison e furono presiedute da monsignor Jerome Edward Listecki, arcivescovo metropolita di Milwaukee. L'omelia venne pronunciata dall'amministratore diocesano James R. Bartylla. Al termine del rito la salma venne tumulata nel Resurrection Cemetery di Madison.

## Opinioni

### Politici pro-choice
Monsignor Morlino credeva che il diritto canonico dovesse essere interpretato nel senso di negare l'Eucaristia ai politici che sostengono apertamente la legalizzazione dell'aborto legale e l'eutanasia. Durante le elezioni presidenziali del 2008, Morlino criticò il presidente della Camera Nancy Pelosi e il senatore Joe Biden per le loro osservazioni sull'aborto in Meet the Press. Disse che "poiché affermano di essere cattolici", Pelosi e Biden, "stavano violando la separazione tra Chiesa e Stato e calpestando il mio campo".

### Omosessualità
Nel 2017 monsignor Morlino fece in modo che il suo vicario generale inviasse un promemoria a tutti i sacerdoti locali, informandoli che potevano negare i funerali cattolici a persone che avevano contratto un'unione civile o un matrimonio con una persona dello stesso sesso "per evitare lo scandalo pubblico dei fedeli". Il promemoria consigliò al clero di considerare se il defunto o il partner vivente fosse un "promotore dello stile di vita" gay". Per minimizzare lo scandalo, il partner del defunto non avrebbe dovuto avere alcun ruolo pubblico in alcun rito o servizio funebre ecclesiastico. Una petizione che chiedeva di rimuovere Morlino come vescovo ricevette il sostegno di migliaia di persone.
Durante gli scandali degli abusi sessuali compiuti da chierici scoppiato nell'estate del 2018, Morlino scrisse una lettera di cinque pagine in cui denunciava l'abuso dei minori e descriveva una "sottocultura omosessuale" che facilita le attività sessuali omosessuali tra sacerdoti e altri adulti. Criticò la presunta accettazione di comportamenti apparentemente peccaminosi da parte dei membri della gerarchia della Chiesa, scrivendo: "Dobbiamo smetterla con il peccato. Deve essere sradicato e di nuovo considerato inaccettabile. Amare i peccatori? Sì. Accettare il vero pentimento? Sì. Ma non dire che il peccato va bene".
Morlino scrisse anche: "C'è stato un grande sforzo per mantenere separati gli atti che rientrano nella categoria degli atti di omosessualità, ora culturalmente accettabili, dagli atti pubblicamente deplorevoli della pedofilia. Vale a dire, fino a poco tempo fa i problemi della Chiesa sono stati dipinti puramente come problemi di pedofilia - questo nonostante chiare prove del contrario. È tempo di essere onesti e di dire che i problemi sono entrambi". Morlino denunciò l'abuso di chierici su minori, le molestie perpetrate dal cardinale Theodore Edgar McCarrick, l'abuso di seminaristi adulti e una presunta rete di preti gay sessualmente attivi. Gli interpreti della lettera non erano d'accordo sul fatto che stesse confondendo queste tre questioni. Alcuni interpreti dissero che affermare che sussiste un legame tra omosessualità e pedofilia contrasta con gli studi che dimostrano una mancanza di correlazione tra questi due comportamenti. I cattolici conservatori citarono studi che dimostravano che la stragrande maggioranza delle vittime erano uomini e che molti non erano prepubescenti. Affermarono che il problema era più strettamente legato all'omosessualità che alla pedofilia. Morlino esortò le vittime a denunciare i fatti alla polizia e chiese riparazioni, preghiere e digiuni per espiare le offese.

### Ruth Kolpack
Nel marzo del 2009 il vescovo Morlino rimosse Ruth Kolpack dal suo incarico di pastorale presso la chiesa di San Tommaso Apostolo a Beloit, citando violazioni dell'ortodossia. In un breve incontro con Kolpack, il vescovo le chiese un giuramento di lealtà e di denunciare la sua tesi del 2003, che sosteneva l'ordinazione delle donne nella Chiesa e il linguaggio inclusivo relativo a Dio. La congedò dopo che lei accettò di pronunciare il giuramento, ma si rifiutò di denunciare le sue tesi.

### Diritti dei lavoratori
Quando il legislatore del Wisconsin prese in considerazione una proposta di bilancio che avrebbe ridotto i diritti dei dipendenti pubblici (successivamente emanata), il vescovo prese le distanze dagli altri presuli del Wisconsin, scrivendo "La domanda a cui si riduce il dilemma è piuttosto semplice: il sacrificio che i membri del sindacato, compresi gli insegnanti di scuola, sono chiamati a fare, è proporzionato al sacrificio relativo richiesto da tutti in tempi economici difficili? In altre parole, il sacrificio è giusto nel contesto generale della nostra situazione attuale?". L'arcivescovo di Milwaukee Jerome Edward Listecki aveva emesso una dichiarazione in cui chiedeva ai legislatori statali di rispettare un "obbligo morale" di considerare pienamente i "diritti legittimi" dei dipendenti pubblici.

## Genealogia episcopale
La genealogia episcopale è:
- Cardinale Scipione Rebiba
- Cardinale Giulio Antonio Santori
- Cardinale Girolamo Bernerio, O.P.
- Arcivescovo Galeazzo Sanvitale
- Cardinale Ludovico Ludovisi
- Cardinale Luigi Caetani
- Cardinale Ulderico Carpegna
- Cardinale Paluzzo Paluzzi Altieri degli Albertoni
- Papa Benedetto XIII
- Papa Benedetto XIV
- Papa Clemente XIII
- Cardinale Marcantonio Colonna
- Cardinale Giacinto Sigismondo Gerdil, B.
- Cardinale Giulio Maria della Somaglia
- Cardinale Carlo Odescalchi, S.I.
- Cardinale Costantino Patrizi Naro
- Cardinale Lucido Maria Parocchi
- Papa Pio X
- Papa Benedetto XV
- Papa Pio XII
- Cardinale Eugène Tisserant
- Papa Paolo VI
- Arcivescovo Gabriel Montalvo Higuera
- Vescovo Robert Charles Morlino